# St. Erhard
St. Erhard (fuente oficial St. ERHARD) es una cerveza alemana de la ciudad Bamberg en Baviera. Esta cerveza se coloca como marca de lujo y se exporta principalmente a Asia.

## Producto

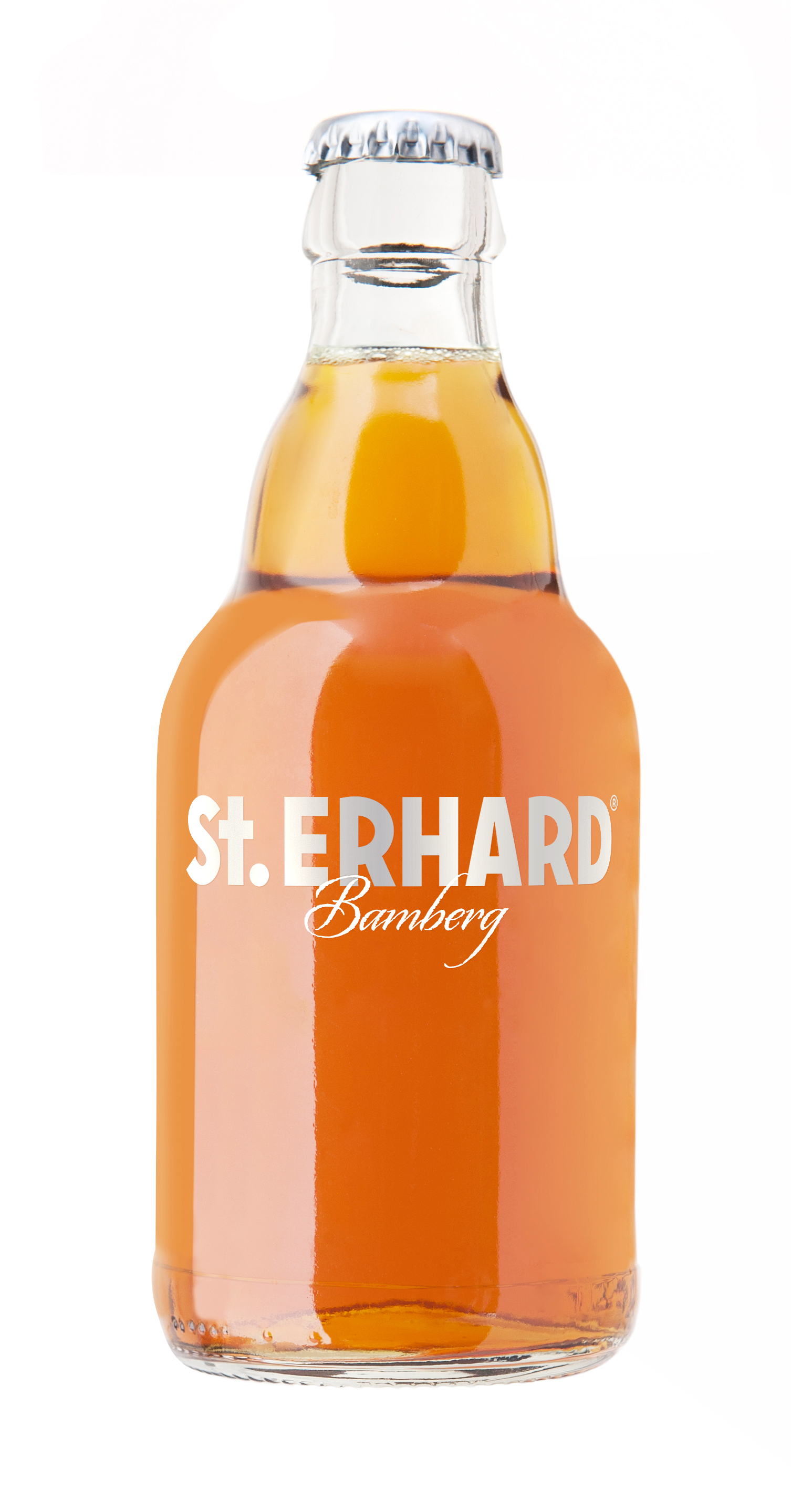
Botella de St. ERHARD

St. Erhard se elabora de acuerdo de la Reinheitsgebot (la ley de pureza de Alemania) de 1516 y tiene una densidad inicial de 12.5 grados Plato con un contenido de alcohol de 5% en volumen. La cerveza se encuentra principalmente en el mercado indio.

## Mercadeo
La marca se posiciona como un producto premium. A diferencia de la mayoría de las otras marcas de cerveza St. Erhard viene en una botella de vidrio transparente que se refina con la etiqueta impresa en el vidrio y una protección UV barnizado.

## Marca
El nombre de la marca 'St. ERHARD' es una marca registrada internacionalmente para la cerveza, productos relacionados y servicios.